# Платон Костецький

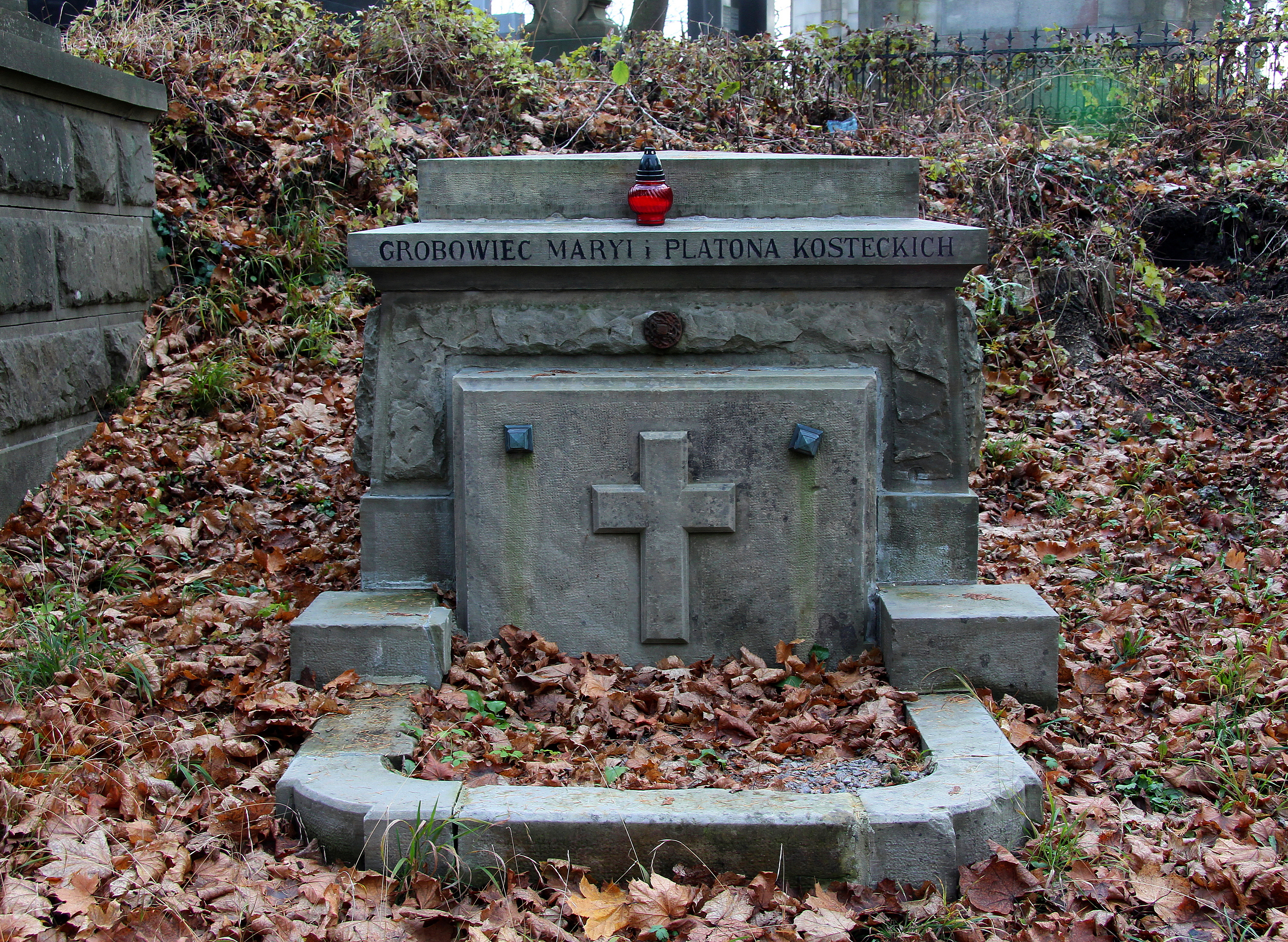

Платон Костецький (2 липня 1832, с. Ваньковичі, нині Самбірський район — 1 травня 1908, Львів) — львівський (український і польський) журналіст, поет, громадський діяч.

## Життєпис
Народився 2 липня 1832 року с. Ваньковичі (нині Самбірський район, Львівська область, Україна) в родині священника УГКЦ о. Йоана Костецького та його дружини Терези, з дому Федорович.
Зростав на Лемківщині. Німецькомовну гімназію закінчив у Самборі. Студіював філософію в Перемишльській гімназії (такі студії існували тоді як підготовчі для університету). Зацікавившись українською літературою, став найстараннішим учнем о. Йосифа (Левицького).
1850—1852 рр. — навчався на правничому факультеті Львівського університету. Невдоволений антислов'янською поставою німецьких професорів, вирішивши, що на кар'єру урядника або адвоката не здатний, навчання не завершив.
Відтак на П. Костецького звернув увагу відомий менеджер львівської преси Ян Добжанський, який залучив його до видання Dziennik-а Literack-ого, а згодом Газети народової (пол. Gazeta Narodowa).
1854—1855 рр. — був співредактором руської газети «Зоря Галицька». У 1860-х рр. пропонував Львівській греко-католицькій митрополичій консисторії фінансувати українську газету, але йому відмовили.
1861 р. — за участь у демонстрації щодо «віднімеччення» Львівського університету потрапив за ґрати. Перебуваючи в ув'язненні, написав поезію «Nasza mołytwa» (українською мовою, але латинкою з польськими впливами), яка 1862 року побачила світ у збірці його поетичних творів накладом книгарні Кароля Вільда. Вірш невдовзі набув популярності і став гімном прихильників ягайлонської ідеї.
Wo imia Otca i Syna

To nasza mołytwa:

Jako Trojca, tak jedyna

Polszcza, Ruś i Łytwa.
Switiat’ krowiu pobratani

Try rody wełyki

Jak trojświcznyk na Jordani

U rukach władyki.
Jednakowo tużno, sumno 
Połem piśń ich płyne,
I czeła ich w bolu dumno,
Hladiat w nebo syne.
Jedna w Boha Korołewa

Mołyt’ za namy

Z Częstochowy, Poczajewa

I z nad Ostrej Bramy.
Jednow my żyjem nadijew,

Wspilnaja nam sława,

Wsim zariwno myłyj Kijew,

Wilno i Warszawa.
Hej, krakowśki dzwoniat’ dzwony,

Switom hołos czuty,

Z hrobów kłyczut’ Jahajłony,

Piasty, Korybuty:
Wo imia Otca i Syna

To nasza mołytwa:

Jako Trojca, tak jedyna

Polszcza, Ruś i Łytwa.
П. Костецького почали сприймати як харизматичного пророка, а на схилі літ оточили повагою як останнього з могікан. Незважаючи на гикання, його вважали трохи не найкращим львівським промовцем.
Спочатку був прихильником ідеалу подвійної польсько-української ідентичності. Вважав, що польські політики мусять підтримати український національний рух і сприяти перетворенню Галичини на український П'ємонт. Проте більшість львівських політиків, сприймаючи виголошені П.Костецьким ідеї на чуттєвому рівні, водночас виявилися не готовими реалізовувати їх у житті.
Поступово втягнувшись в орбіту антиукраїнського середовища Gazet-и Narodow-ї (був її редактором у 1885—1890), поступово перейшов на антиукраїнські позиції.
Вивищуючи у 1860-х роках ідеали багатоетнічної толерантності, в 1890-х немало спричинився до інтелектуального обґрунтування польського інтегрального націоналізму.
«Коли інші польські публіцисти доходили до маєтку і слави, — писала з оказії 45-річчя літературної діяльності Костецького (1907) газета „Діло“, — Костецький все оставав на позиції чорного дневникарського робітника, про якого існування мало хто й знав поза дневникарськими кругами, а свій ювілей 45-літньої праці для польської суспільности обходив в польськім шпиталі» (будинку для перестарілих).
Помер бездітним вдівцем, похований на Личаківському цвинтарі за участю священиків обох католицьких обрядів.
«Велика шкода, що сього чоловіка не уміла наша суспільність задержати між собою, — написала газета «Діло» в некролозі П. Костецького 4 травня 1908 року.
Іван Франко дуже критично ставився до літературної творчости П. Костецького, також різко критикував його діяльність, іноді називаючи його «перекинчиком».